# Небесные воды

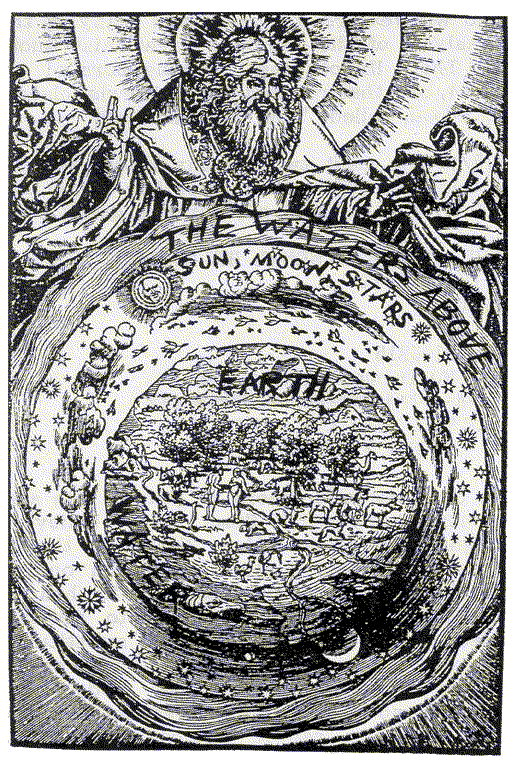
«Сотворение мира» мастерской Лукаса Кранаха из перевода Библии Мартина Лютера 1534 года, с современными подписями, в том числе «the waters above»

В мифологии небо часто мыслится в качестве верхнего моря. Небо представляется не только твёрдой оболочкой и крышей мира, но и в виде огромной жидкой массы — «хляби небесной», которую поддерживает над землёй твёрдое иногда прозрачное вещество.
Космогоническая концепция первичности океана стоит в соответствии космологической модели суши, которую окружает мировой океан. Переход от бесформенной стихии воды к суше в мифологии является важнейшим актом, необходимым для превращения хаоса в космос. Следующим шагом в том же направлении выступает отделение неба от земли, возможно, по своей сути совпадающее с первым актом, если принять во внимание первоначальное отождествление неба и мирового океана. Но именно повтор акта, в первый раз имеющего направленность вниз, а второй раз — вверх, ведёт к формированию трёх сфер — земной, небесной и подземной, что является переходом от двоичного деления к троичному), из которых средняя сфера — земля — противостоит водному миру внизу и небесному наверху. Так космос приходит к «нормальной» трихотомической структурной схеме, которая включает необходимое пространство, расположенное между землёй и небом, часто представляемое в образе космического древа.
В шумерской мифологии первозданный океан в образе богини Намму окружает небо и землю, которые она породила. В библейской космогонии Бог раздвигает первичную воду, образуя верх и низ, и помещает мировой океан над сводом небесной тверди. Сквозь окна-отверстия в этой тверди небесные воды орошают дождём землю. В вавилонской мифологии небесный океан создал водную бездну преисподней под землёй.
Быт. 1:7: «И создал Бог твердь; и отделил воду, которая под твердью, от воды, которая над твердью». Также Быт. 7:11, 12: «В шестисотый год жизни Ноевой, во второй месяц, в семнадцатый день месяца, в сей день разверзлись все источники великой бездны, и окна небесные отворились; и лился на землю дождь сорок дней и сорок ночей».
Звёзды и светила в мифологии крепятся к небесной тверди или плавают по небесному океану: ср. египетских Нут и бога солнца Ра. Атрибутами небесного бога дождя и грозы выступают дождь, благодетельная сила оживляющей всё влаги. Небесные воды мифология связывает с морем и реками, имеющими истоки на небе. Так, в греческой мифологии «все реки от Зевса»; на небе имеют истоки шаманские реки.
Мифология воды соединяет мотивы рождения и плодородия с мотивами смерти, что отражено в имеющемся во многих мифологиях различении живой и мёртвой воды, животворящей небесной водой и нижней, земной солёной воды, которая непригодна для питья и орошения.